# Peter Thomas Bauer
 (janvier 2009).
Si vous disposez d'ouvrages ou d'articles de référence ou si vous connaissez des sites web de qualité traitant du thème abordé ici, merci de compléter l'article en donnant les références utiles à sa vérifiabilité et en les liant à la section « Notes et références ».
Peter Thomas Bauer, baron Bauer (en hongrois : Bauer Péter Tamás), né le 6 novembre 1915 à Budapest et mort le 2 mai 2002 à Londres, est un économiste hongrois, célèbre pour s'être opposé à la théorie couramment admise selon laquelle l'aide publique au développement serait le meilleur moyen de soutenir les pays en voie de développement.

## Biographie
Après avoir fait des études de droit dans la capitale hongroise, Peter Bauer part pour l'Angleterre en 1934 ; il obtient un diplôme universitaire de premier cycle en économie au Gonville and Caius College de Cambridge. Employé dans la société commerciale Guthrie & Co., il enseigne par la suite à la London School of Economics jusqu'en 1983, date à laquelle il prend sa retraite.
La même année, Margaret Thatcher, qui le tient en grande estime, obtient sa nomination comme pair à vie avec le titre de baron Bauer. Peter Bauer avait également été reçu à la British Academy, et était membre de la Société du Mont-Pèlerin. Ses recherches en économie du développement ont eu une grande influence sur les politiques menées par de nombreux pays et institutions internationales, notamment la Banque mondiale.

## Théories économiques
La plupart des travaux de Peter Bauer en économie concernent l'économie du développement et les politiques d'aide internationale. Il a cherché toute sa vie à convaincre les autres experts du développement que la planification centralisée, l'aide au développement, le contrôle des prix et le protectionnisme font perdurer la pauvreté au lieu de l'éliminer, et que l'intervention publique ne fait que politiser la vie économique et réduire les libertés individuelles.